# Acanthonessa quadrispinosa
Acanthonessa quadrispinosa är en skalbaggsart som först beskrevs av Julius Melzer 1931.  Acanthonessa quadrispinosa ingår i släktet Acanthonessa och familjen långhorningar.
Artens utbredningsområde är Paraguay. Inga underarter finns listade i Catalogue of Life.